# Набережная улица (Пороховые)

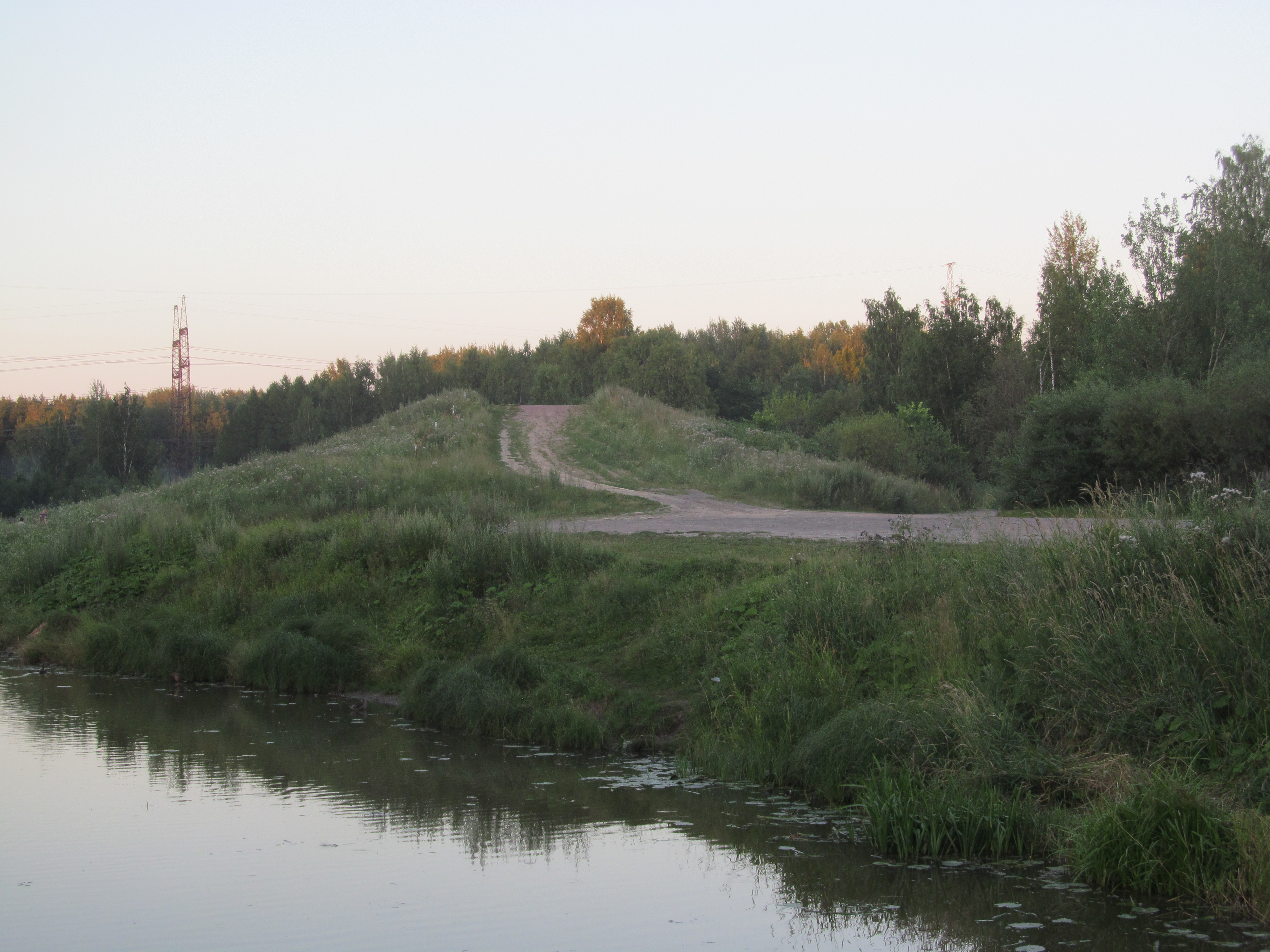
Река Жерновка, Катальная Горка и Набережная улица

На́бережная улица — улица в Красногвардейском районе Санкт-Петербурга. Проходит от улицы Коммуны до Лесной улицы, вдоль низовьев реки Лапки.

## История
Название улицы известно с середины XX века, однако в реестре городских названий оно описывается как появившееся 7 июля 1999 года.

## Транспорт
Ближайшая к Набережной улице станция метро — «Ладожская» 4-й (Правобережной линии).

## Пересечения
- улица Коммуны — примыкание
- Молодёжный переулок — примыкает к Набережной улице
- Лесной переулок — примыкает к Набережной улице
- Лесная улица — примыкание

## Достопримечательности
- В непосредственной близости от улицы находится Ржевский лесопарк.
- Набережная улица проходит вдоль разлива реки Лапки (Жерновки)
- На берегу реки Лапки, вдоль Набережной улицы, имеются песчаный пляж и искусственный холм («Катальная Горка»).